# Myzus myosotidis
Myzus myosotidis är en insektsart som först beskrevs av Carl Julius Bernhard Börner 1950.  Myzus myosotidis ingår i släktet Myzus och familjen långrörsbladlöss. Arten är reproducerande i Sverige. Inga underarter finns listade i Catalogue of Life.